# British Rail 323 sorozat
A British Rail 323 sorozat egy angol 25 kV 50 Hz-es váltakozó áramú, háromrészes villamosmotorvonat-sorozat. Összesen 43 motorvonatot gyártott a Hunslet TPL 1992 és 1993 között. A Northern és a London Midland vasúttársaság üzemelteti 1992-től. Birmingham és Manchester elővárosi vonalin közlekednek. Ezek a motorvonatok voltak a Hunslet TPL járműgyártó utolsó vonatai, mielőtt tönkrement. A meglévő 43 szerelvény mellé további 14-et rendeltek, azonban a kormány ezt a beszerzést már nem finanszírozta, így helyettük 21 db British Rail 308-as került.

## Üzemeltetők
| Sorozat          | Üzemeltető     | Darabszám | Építés éve | Kocsik száma szerelvényenként | Pályaszám                       |
| ---------------- | -------------- | --------- | ---------- | ----------------------------- | ------------------------------- |
| British Rail 323 | London Midland | 43        | 1992–1993  | 3                             | 323 201–323 222 323 240–323 243 |
| British Rail 323 | Northern Rail  | 43        | 1992–1993  | 3                             | 323 223–323 239                 |